# هرست، انتاریو
هرست ، انتاریو (به انگلیسی: Hearst, Ontario) یک منطقهٔ مسکونی در کانادا است که در بخش کوکرین واقع شده‌است. هرست ۵٬۵۰۰ نفر جمعیت دارد.